# 埃默洛爾德灣
埃默洛爾德灣（英語：Emerald Cove）是南極洲的海灣，位於南設得蘭群島的喬治王島北岸，處於諾斯角和布里姆斯通峰之間，寬4公里，現時由南極條約體系管理。